# Tamilščina
Tamilščina je dravidski jezik, ki ga govorijo Tamilci na indijski podcelini. Uradni status ima v indijski državi Tamil Nadu in na ozemlju Puducherry. Tamilščina je tudi uradni jezik na Šri Lanki in v Singapurju. Je eden izmed 22 uradnih jezikov v Indiji in prvi indijski jezik, ki je bil s strani indijske vlade leta 2004 priznan kot eden od indijskih klasičnih jezikov. Pomembne tamilske manjšine živijo v Maleziji in na Mauritiusu, izseljenske skupine pa po vsem svetu.